# 新凱特 (印地安納州克拉克縣)
新馬凱特（英語：New Market）是位於美國印地安納州克拉克縣的一個非建制地區。

## 地理
新馬凱特的座標為38°32′08″N 85°37′01″W / 38.53556°N 85.61694°W，而該地的平均海拔高度為199米（即653英尺）。